# Sennachérib
Sennachérib (ou Sanchérib dans l’Ancien Testament, en akkadien : Sîn-Ahhê-Erîba ou Sîn-aḫḫê-erība) fut roi d’Assyrie de 705 à 681 av. J.-C. Il était le fils de Sargon II, qui l'avait associé au pouvoir de son vivant. Son nom, Sîn-aḫḫê-erība, qui signifie « Sîn a donné des frères (en remplacement) », révèle que ce roi était sans doute un fils cadet arrivé sur le trône après la mort de ses aînés.

## Sources

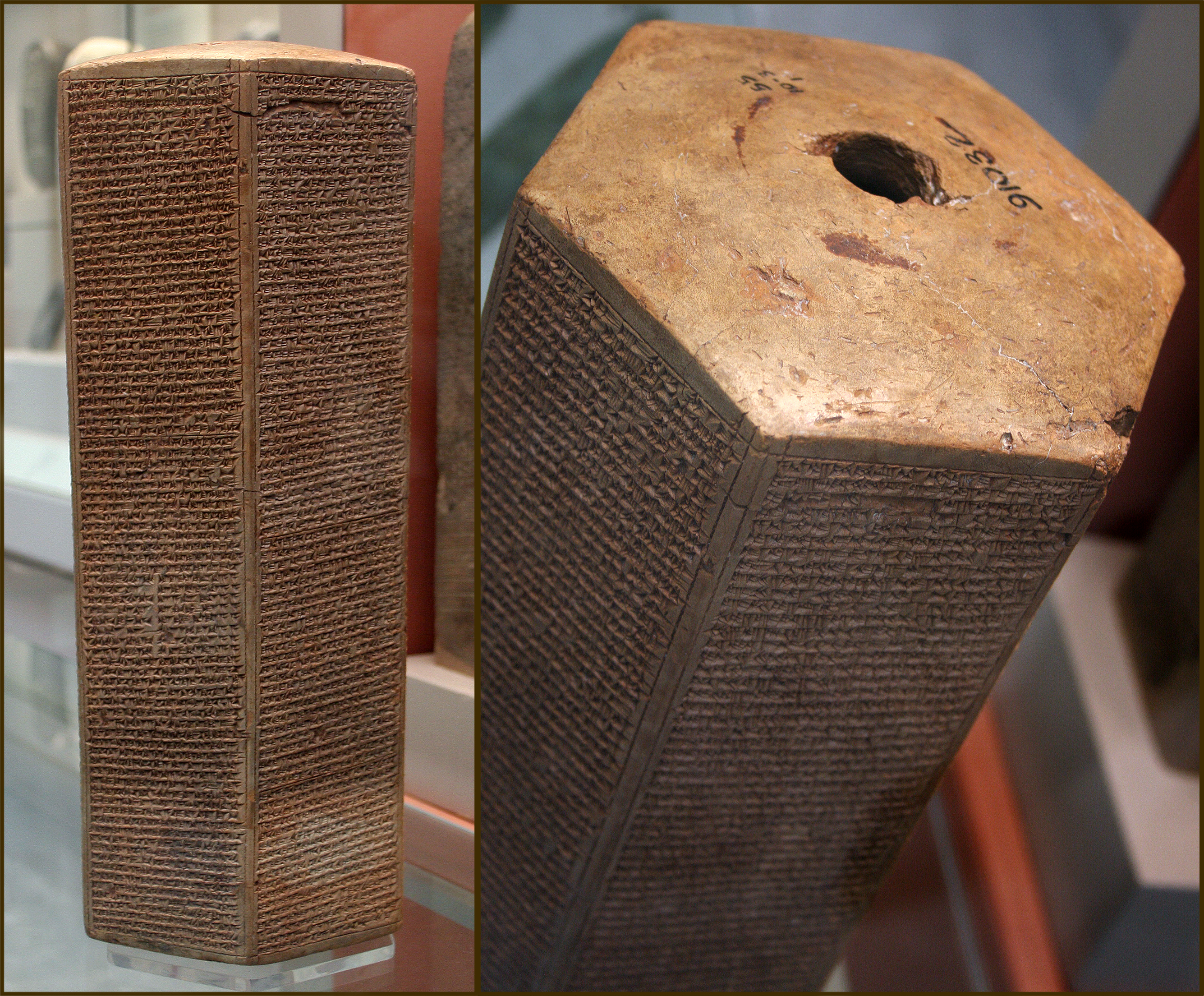
Le prisme de Taylor - British Museum

Le règne de Sennacherib nous est connu par de nombreuses inscriptions cunéiformes assyriennes, sous forme de bulles, de stèles, de cylindres ou de prismes, dont le prisme dit de Taylor (en), conservé au British Museum, qui rapporte huit campagnes militaires de Sennacherib. La campagne militaire contre Juda nous est également connue par la Bible. L'historien grec Hérodote parle d'une campagne contre l'Égypte.

## Règne
Lorsque Sennachérib arrive au pouvoir, après la mort brutale de son père dans une embuscade, les provinces périphériques de l'Empire en profitent pour se révolter. L'armée assyrienne doit gérer simultanément deux révoltes à l'Est et en Babylonie (au sud).

### Campagnes militaires
Dès 703 av. J.-C., une révolution éclate à Babylone, portant d'abord au pouvoir un Babylonien du nom de Marduk-zakir-shumi. Rapidement le Chaldéen Merodach-Baladan, qui s'était déjà mesuré aux Assyriens sous Sargon II, revient d'Élam, où il avait trouvé refuge, et reprend le pouvoir. Au cours d'une campagne fulgurante, Sennachérib mate la révolte : il écrase Merodach-Baladan devant la ville de Kish, reprend le contrôle de la Babylonie et y place un Babylonien qui lui est dévoué, Bêl-ibni.
En 701 av. J.-C., il réprime des révoltes en Phénicie et en Judée, suscitées par les Égyptiens. Il s'en prend d'abord à Sidon dont le roi s'enfuit à Chypre, à Ascalon dont le roi est déporté en Assyrie et bat une armée égyptienne qui s'est portée au secours d'Ekron. Il se retourne ensuite contre le roi de Juda, Ézéchias. Il assiège et détruit la ville de Lakish, la plus puissante forteresse de Juda après Jérusalem. Cette dernière est assiégée à son tour et Ézéchias, que le prophète Isaïe a exhorté à résister, n'obtient finalement le départ des Assyriens qu'au prix de concessions exorbitantes : le versement d'un tribut énorme - 30 talents d'or et 800 talents d'argent -, sans parler de la déportation de ses filles, de son harem et de ses musiciens, ainsi que la perte d'une partie de son territoire. Selon la Bible, l'histoire se termine par une catastrophe pour l'armée assyrienne : l'ange de Yahweh aurait fait périr 185 000 Assyriens, puis Sennacherib serait rentré à Ninive où il serait mort peu après.
- Bas-reliefs du palais sud-ouest de Ninive représentant la prise de Lakish. Début du VIIe siècle av. J.-C., British Museum.

Bas-reliefs du palais sud-ouest de Ninive représentant la prise de Lakish. Début du, British Museum.
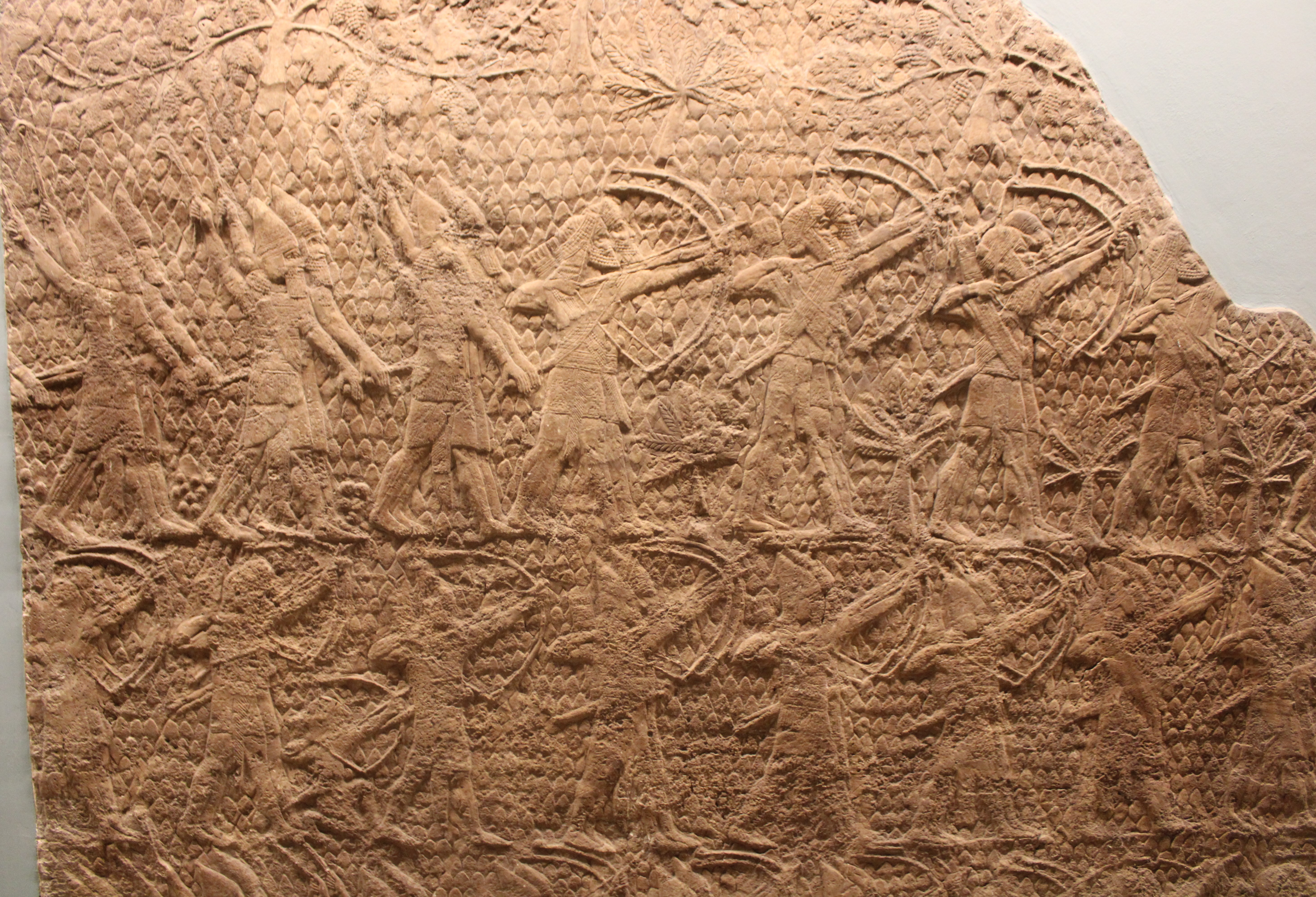
Le début de l'assaut des murailles de Lakish : des unités de frondeurs et d'archers tirent en direction de la ville assiégée.
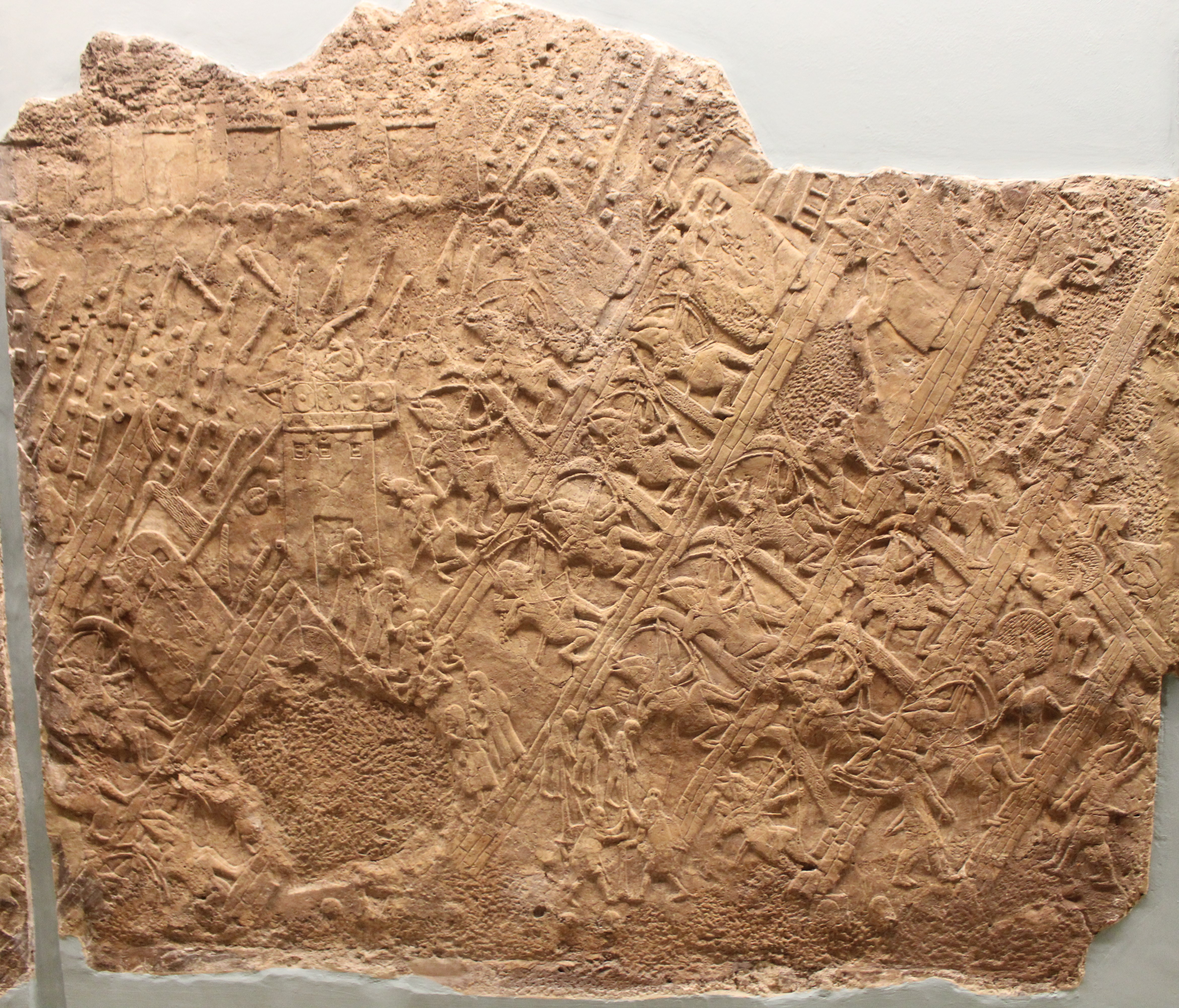
L'assaut des murailles de la ville : les troupes assyriennes ont construit des rampes sur lesquelles elles progressent, les engins de siège ouvrant la voie aux soldats à pied.
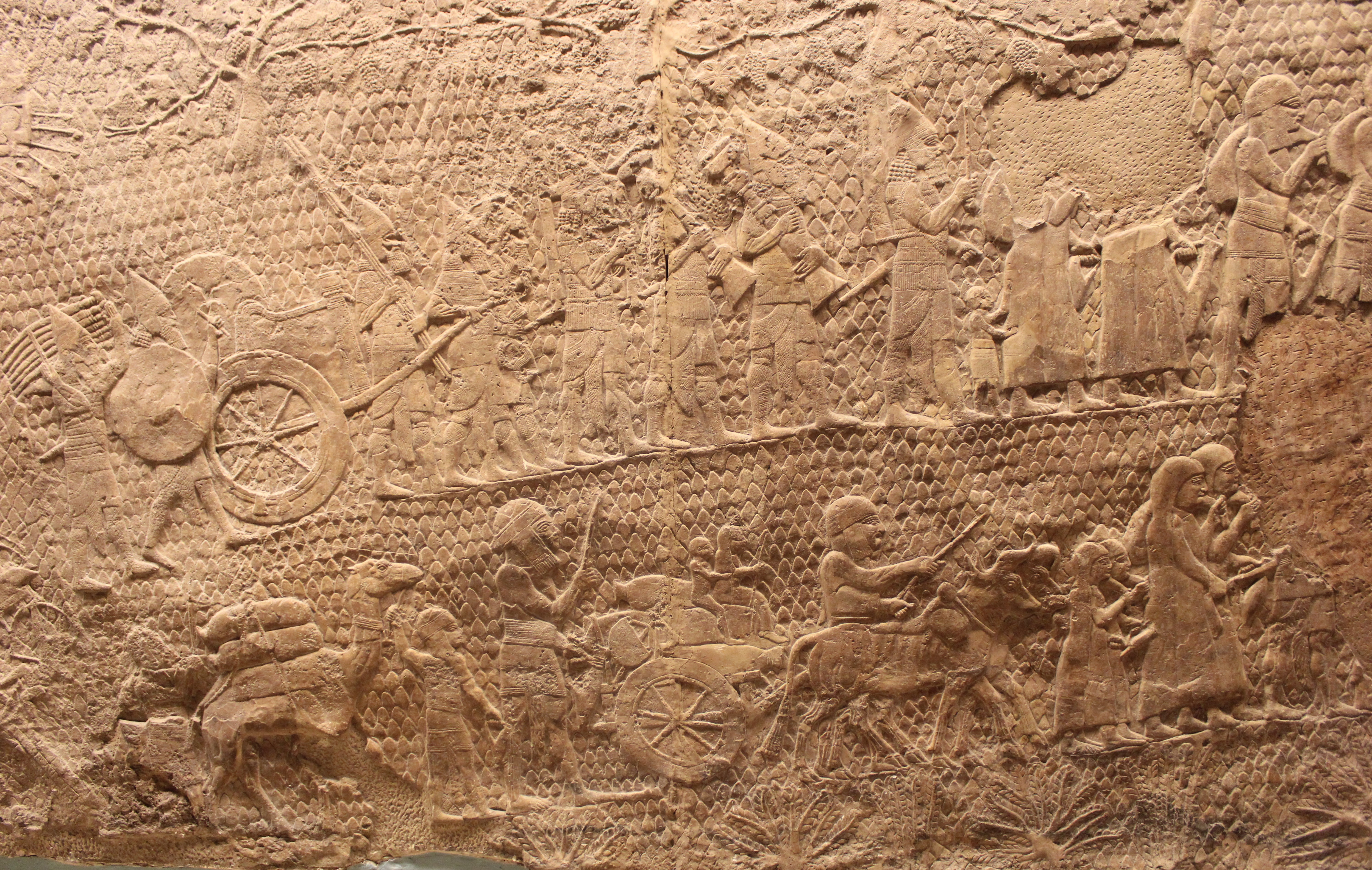
Après la prise de la ville : les troupes assyriennes conduisent des déportés et du butin.
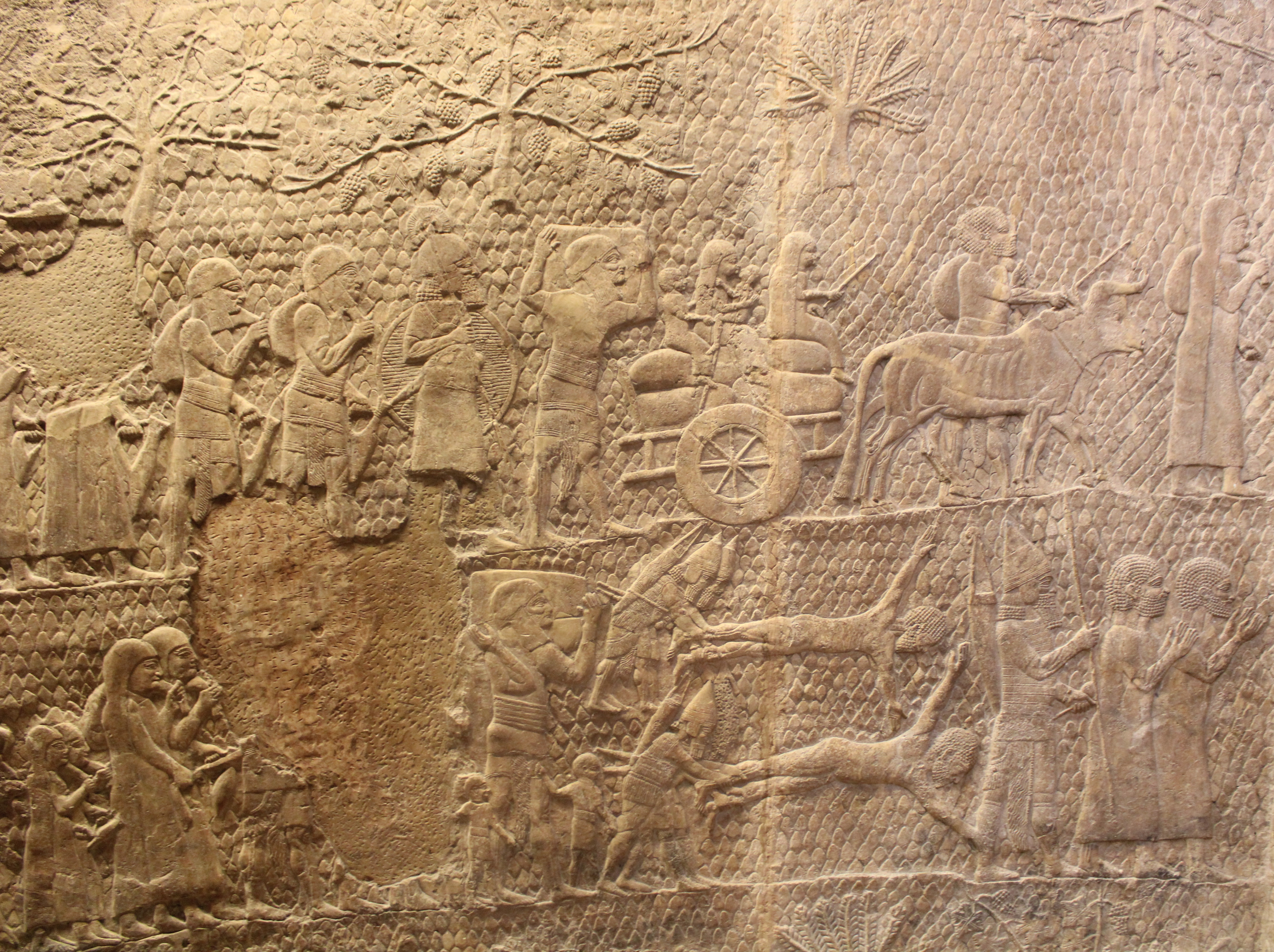
Après la prise de la ville : des troupes assyriennes conduisent des déportés emmenant leurs propres biens et animaux en exil, et d'autres soldats exécutent des vaincus en les écorchant vifs.
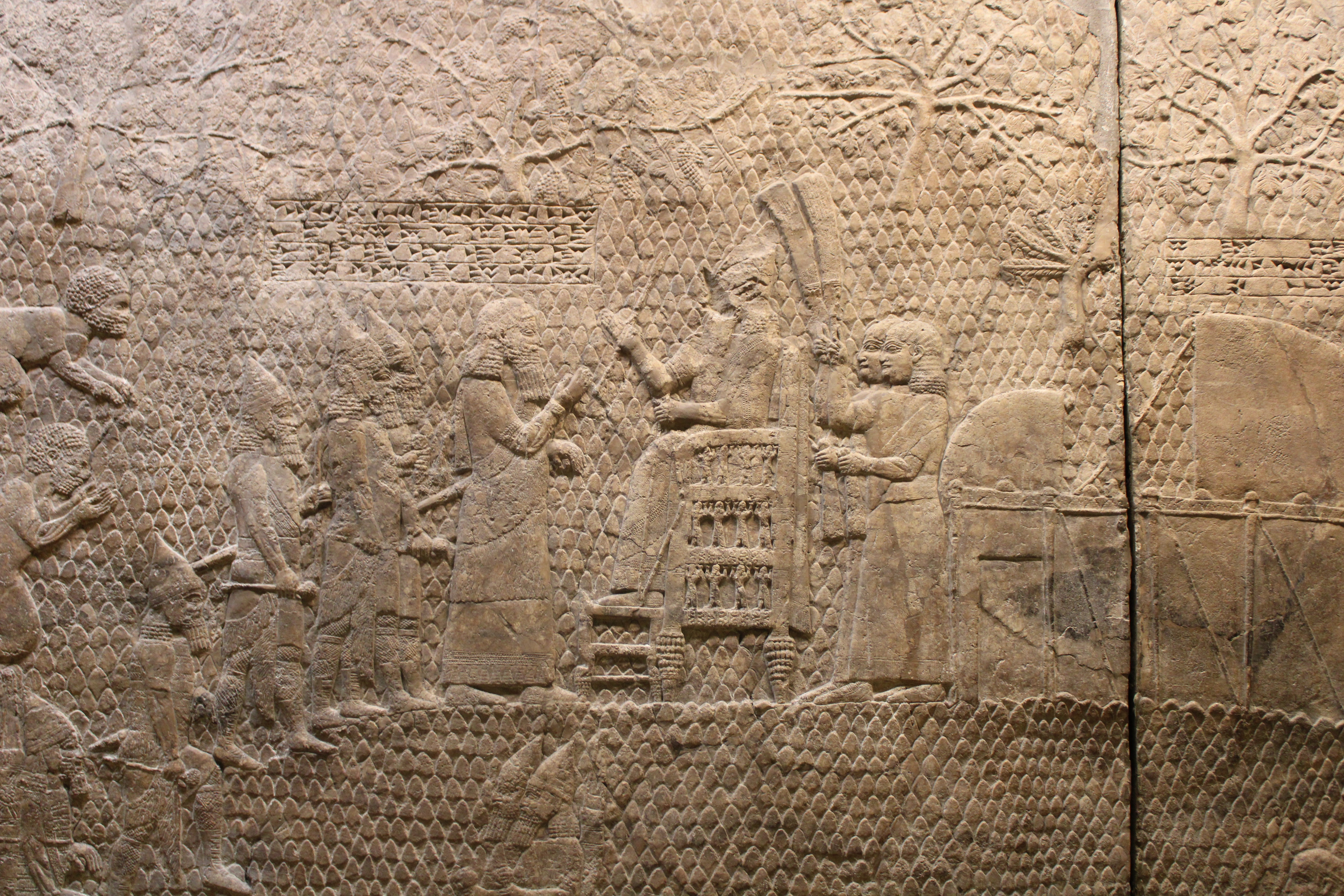
Sennachérib sur son trône contemple la procession de prisonniers et reçoit des hommages de ses hommes et de vaincus.

Les chiffres mentionnés par la Bible sont exagérés, tout comme les annales assyriennes elles-mêmes, qui mentionnent la déportation de 200 150 personnes de Juda. En 1924, une majorité d'assyriologues pensaient que la Bible aurait fondu en un seul récit deux campagnes, dont la deuxième, que les Assyriens auraient passée sous silence à cause de leur défaite, aurait eu lieu en 687 ou 686 av. J.-C.. Cette vision a été revue depuis. Les documents assyriens et babyloniens montrent en effet qu'il n'y a aucune connexion entre la campagne en Juda et la mort de Sennachérib vingt ans plus tard. En fait, c'est Ézéchias et non Sennacherib qui meurt peu après la campagne (vers 699, 698). De plus, autant le livre des Rois que celui d'Isaïe, ainsi que les annales assyriennes, admettent les dommages considérables que la campagne a eu sur le royaume de Juda. Seul le livre des Chroniques tente de prouver le contraire.
En 700 av. J.-C., Merodach-Baladan suscita à nouveau des troubles à Babylone. Sennachérib remplaça alors Bêl-ibni - coupable d'incompétence ou de traîtrise - par son propre fils, Assur-nadin-shumi, mais Merodach-Baladan lui échappa. Lui et les gens du Bît-Yakin se réfugièrent dans les marécages difficilement accessibles à l'embouchure de l'Euphrate.
En 694 av. J.-C., Sennachérib, qui n'avait rien oublié, organisa une expédition amphibie vers le sommet du golfe Persique, et fit la guerre aux Élamites qui avaient soutenu Merodach-Baladan. Le roi d'Élam répliqua en envahissant le sud de la Babylonie et en prenant Sippar. Les Babyloniens livrèrent aux Élamites le fils de Sennacherib, Assur-nadin-shumi, qui fut emmené en Élam et dont on perd toute trace par la suite. Un certain Nergal-ushêzib que les Élamites avaient placé sur le trône de Babylone fut défait par Sennachérib qui était remonté vers le nord, tandis que le roi d'Élam, Hallushu, était renversé lors d'une rébellion. Les Babyloniens, pas découragés pour autant, se donnèrent un nouveau roi, Mushêzib-Marduk, qui soudoya les Élamites en leur offrant l'or du temple de Marduk. Les coalisés se portèrent à la rencontre de l'armée assyrienne. La bataille eut lieu à Halule. Sennachérib : « Je devins furieux comme un lion, je revêtis mon armure. Je plaçai sur ma tête mon casque de combat. Dans la rage de mon cœur, je montai mon splendide char de bataille qui écrase les ennemis. » Bien qu'il revendique la victoire, il semble bien que le combat ait été indécis et que chacun rentra chez soi.
La résistance obstinée de Babylone avait exaspéré Sennacherib, qui vint l'assiéger. Au bout de quinze mois, la cité tomba en 689 av. J.-C. Le roi assyrien voulait qu'il n'en subsiste aucune trace. Les inscriptions assyriennes font le récit de sa destruction méthodique : « Je n'épargnai personne, je remplis les places de la ville de leurs corps […] ; mes gens s'emparèrent des dieux qui s'y trouvaient et les détruisirent […] ; je détruisis de fond en comble la ville et les maisons, des fondations jusqu'au toit et je la brûlai par le feu […]. Je l'aplanis plus que ne l'aurait fait un déluge afin qu'on ne se souvînt jamais de cette ville et de ses temples : je la dévastai par une inondation, en sorte qu'elle devînt semblable à une prairie. »

### Activité architecturale et urbanistique

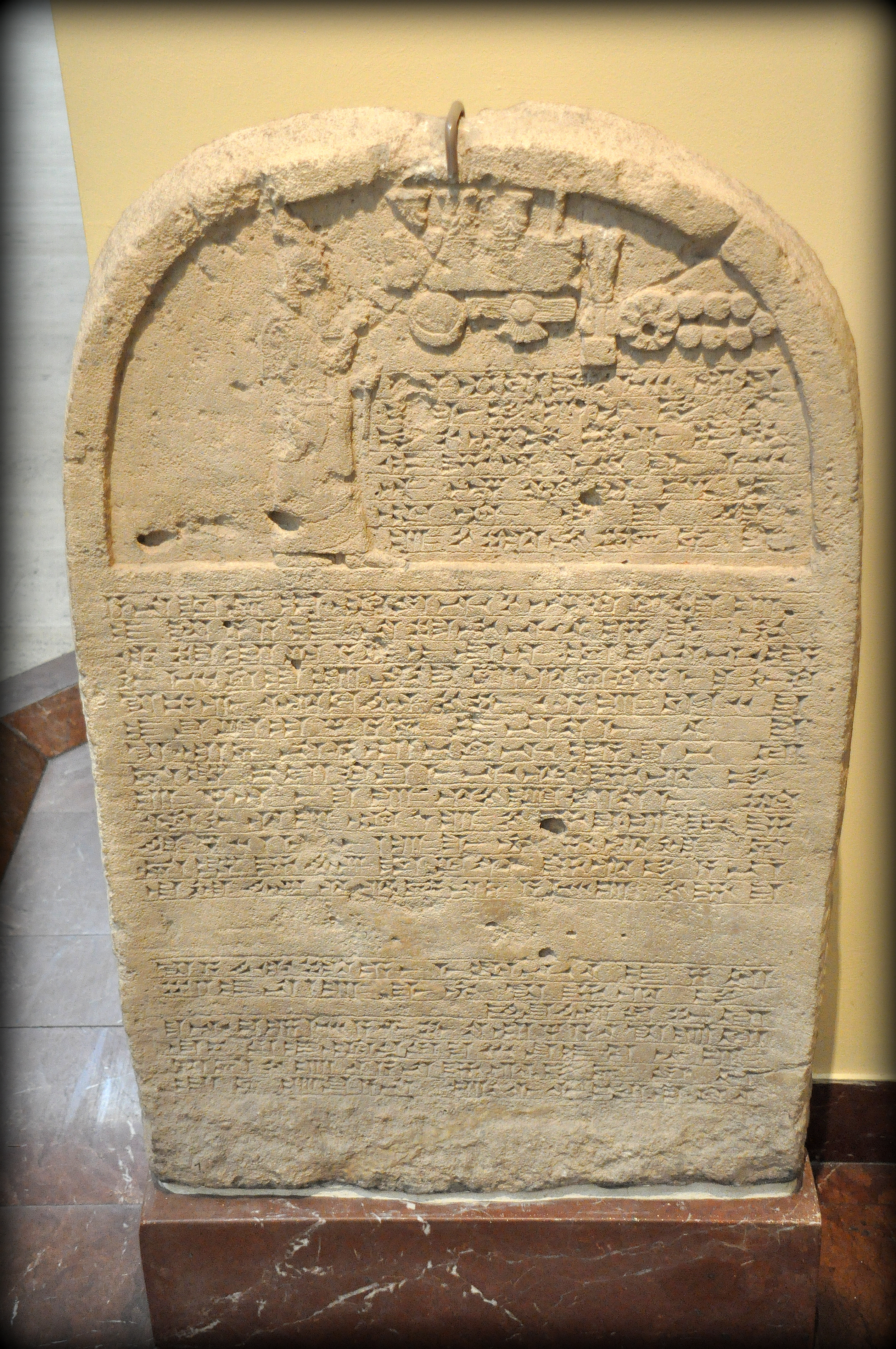
Stèle portant une inscription de Sennachérib commémorant le chantier de Ninive. Musée archéologique d'Istanbul.

Sennachérib apparaît comme une grande figure, non seulement comme militaire et administrateur, mais aussi comme promoteur de réalisations très nouvelles pour l’époque, liées aux aspects techniques du développement. Il entreprend des travaux d’urbanisme, particulièrement à Ninive. Quand son père était roi, Sennachérib occupait à Ninive « le palais de la succession » d'où il suppléait son père pendant ses campagnes. Sargon II, lui, s'installe à Dur-Sharrukin, sa nouvelle capitale, entièrement construite à sa gloire. À sa mort, Sennachérib, refuse de s'installer à Dur-Sharrukin et fait de Ninive la nouvelle capitale de l'Empire. Il y a plusieurs explications à cela. D'une part, la nouvelle capitale de son père était entièrement construite à sa gloire. Chaque bas-relief, chaque nom de porte de rempart était un panégyrique en l'honneur de Sargon. Par ailleurs, après des années d'installation à Ninive, Sennachérib s'est simplement attaché à sa ville, qu'il a préférée à Kalkhu. Enfin, la mort tragique de son père aux confins de l'Empire et l'absence de sépulture le condamnant à errer comme un spectre a été compris dans l'Antiquité comme une malédiction. Cela pouvait donner une raison supplémentaire d'éviter les palais de Sargon.

En faisant de Ninive la nouvelle capitale de l'Empire, il lance de grands chantiers d'aménagement conforme à son rang. Il commence par ordonner la construction de grands parcs paysagers autour de la ville. Ce qui donna vraisemblablement naissance au mythe des jardins suspendus de Sémiramis après quelques confusions. Pour irriguer ses parcs, il fait creuser de grands canaux depuis le mont Musri (actuel Jebel Bashiqah) entrecoupés de nombreux aqueducs. Il fait construire l’aqueduc de Jerwan associé à un canal de 80 km qui recueillait les eaux du Gomel et de certains affluents du Khors pour alimenter en eau Ninive. Des canaux aux parois de pierre, des barrages, des bassins de décantation composent l’ensemble de l’ouvrage. L’aqueduc, construit en pierre de taille d’une portée de 300 m avec une largeur de 12 m est supporté par cinq arches : plus de deux millions de blocs de pierre sont nécessaires à sa construction qui ne dure que quinze mois. Il fait également construire des machines pour élever l’eau avec le système de la « vis sans fin » qui adopte le principe de la vis d'Archimède près de 400 ans plus tôt. Pour la mise en valeur de l'Empire, il ordonne la construction des routes et s’occupe de perfectionner les méthodes de fonte de métal. Il introduit en Assyrie la culture du coton (arbre à laine) venue de l’Inde. Il semble qu'il ait fait construire des jardins suspendus, ceux mêmes qu'on pensait trouver à Babylone.
Extrait des annales de Sennachérib sur ses travaux dans la région de Ninive en 703 avant J.C. :
(...) Je plantai à côté du palais un grand parc comme dans la région de l'Amanus, qu'ornaient toutes sortes de plantes et d'arbres fruitiers, des arbres tels qu'il en pousse dans les montagnes et en Chaldée. Afin qu'on puisse planter des jardins, je subdivisai le terrain dans la plaine aux alentours de Ninive en secteurs de 2 PI chacun pour les habitants de Ninive et je les leur fis appartenir.
Pour rendre les jardins luxuriants, depuis la limite de la ville de Kisiri jusqu'à la plaine de Ninive, à travers montagnes et dépressions, je creusai et dirigeai un canal avec des pioches de fer. Sur une distance d'un bêru et demi (ca. 12 km), j'y fis s'écouler les eaux du Khosr qui, depuis toujours, coulaient en contrebas. À l'intérieur de ces jardins, je les fis murmurer dans des rigoles. (...)

(Extrait du cylindre B1, d'après la traduction de J. Novotny)

### Mort
Sennachérib accorda une grande importance à Naqi'a/Zakutu son épouse d'origine araméenne. Elle le convainc de choisir son fils Assarhaddon en lieu et place de ses frères plus âgés. Ce choix pourrait être à l'origine de son assassinat par ceux-ci en janvier 681 av. J.-C.. Sa mort entraîna une guerre fratricide entre ses descendants dont Assarhaddon sortit finalement vainqueur. On soupçonne ses frères d'avoir effacé la correspondance de Sennachérib à cette occasion pour effacer les preuves de leur implication.
La mort du roi selon une chronique néo-babylonienne :
Au mois de tébet (décembre 681- janvier 680),le 20e jour, (quant à) Sin-ahhê-eriba (Sennachérib), roi d'Assyrie, son fils le tua au cours d'une insurrection. Sin-ahhê-eriba exerça la royauté sur l'Assyrie pendant [24] ans. L'insurrection dura en Assyrie du 20e jour du mois de tébet au 2e jour du mois d'addar (février-mars). Au mois d'addar, le dix (?)/ vingt (?)- huitième jour, son fils Ashshur-aha-iddina (Asarhaddon) s'assit sur le trône d'Assyrie.
Une lettre révèle le meurtre par les comploteurs d'un dignitaire qui a eu vent du complot :
"Quand ils entendirent parler de la conjuration, l'un d'entre eux fit appel au roi avant que le meurtre ne fût commis. Alors, Nabû-sum-iskun et Sillaia arrivèrent et lui dirent : "L'appel au roi que tu as invoqué, qui concerne-t-il ?" Il répondit: "Urdu-Mullissi ; alors ils recouvrirent son visage avec son habit et le présentèrent à Urdu-Mullissi lui-même, en disant: "Eh bien, ton appel au roi a été accepté ! Dis, de ta propre bouche ce que tu sais!" Et il déclara: "Urdu-Mulissi votre fils, s'apprête à vous assassiner !" Mais, à ce moment ils découvrirent son visage, Urdu-Mullissi le pressa de questions, puis ils le tuèrent, et ses frères avec lui. (le reste de la tablette est cassée)."
Selon la Bible :

Il entra dans la maison de son dieu, et là ceux qui étaient sortis de ses entrailles le firent tomber par l’épée.

## Citations
Dans son Dictionnaire universel, Furetière, au mot Exterminateur, donne cet exemple : "L'Ange exterminateur qui défit l'armée de Schennacherib" (sic).

### Assyrie
- Paul Garelli et André Lemaire, Le Proche-Orient Asiatique, tome 2 : Les empires mésopotamiens, Israël, Paris, Presses universitaires de France, coll. « La Nouvelle Clio », 2001
- Francis Joannès, La Mésopotamie au Ier millénaire avant J.-C., Paris, Armand Colin, coll. « U », 2000
- (it) Frederick Mario Fales, L'impero assiro, storia e amministrazione (IX-VII secolo A.C.), Rome, Laterza, 2001
- Frederick Mario Fales, Guerre et paix en Assyrie : Religion et impérialisme, Paris, Le Cerf, 2010
- (en) Eckart Frahm, « The Neo‐Assyrian Period (ca. 1000–609 BCE) », dans Eckart Frahm (dir.), A Companion to Assyria, Malden, Wiley-Blackwell, 2017, p. 161-208
- Josette Elayi, L'Empire assyrien : Histoire d'une grande civilisation de l'Antiquité, Paris, Perrin, 2021, 352 p. (ISBN 978-2-262-07667-2)
- (en) Eckart Frahm, Assyria : The Rise and Fall of the World's First Empire, Londres, Bloomsbury Publishing, 2023
- (en) Heather D. Baker, « The Assyrian Empire: A View from Within », dans Karen Radner, Nadine Moeller et Daniel T. Potts (dir.), The Oxford History of the Ancient Near East, Volume 4: The Age of Assyria, New York, Oxford University Press, 2023, p. 257-351

### Articles de synthèse
- Pierre Villard, « Sennacherib », dans Francis Joannès (dir.), Dictionnaire de la civilisation mésopotamienne, Paris, 2001, p. 767-769
- (en) Andrew Kirk Grayson, « Assyria: Sennacherib and Esarhaddon (704-669 B.C.) », dans John Boardman et al. (dir.), The Cambridge Ancient History, volume III part 2: The Assyrian and Babylonian Empires and other States of the Near East, from the Eighth to the Sixth Centuries B.C., Cambridge, Cambridge University Press, 1991, p. 103-122
- Georges Roux, La Mésopotamie : Essai d'histoire politique, économique et culturelle, Paris, Seuil, coll. « Points. Histoire » (no 192), 1995, 2e éd. (1re éd. 1985) (ISBN 978-2-02-023636-2 et 2-02-023636-2, présentation en ligne)
- (de) Eckart Frahm, « Sanherib », dans Reallexikon der Assyriologie und Vorderasiatischen Archäologie, vol. XII/1-2, 2009, p. 12-22
- (en) Karen Radner, « Sennacherib, king of Assyria (704-681) », sur Knowledge and Power, Higher Education Academy, 2016 (consulté le 12 mars 2024)
- Marc Nogaret, Les reliefs de Sennachérib à la lumière de nouveaux documents, Annales d'Histoire et d'Archéologie, VI ,1984,Université libre de Bruxelles

### Règne de Sennachérib
- (de) Eckart Frahm, Einleitung in die Sanherib-Inschriften, Vienne, Selbstverlag des Instituts für Orientalistik der Universität Wien, 1997
- (en) A. Kirk Grayson et Jamie Novotny, The Royal Inscriptions of Sennacherib, King of Assyria (704–681 BC), Part 1, Winona Lake, Eisenbrauns, coll. « The Royal Inscription of the Neo-Assyrian Period » (no 3/1), 2012
- (en) A. Kirk Grayson et Jamie Novotny, The Royal Inscriptions of Sennacherib, King of Assyria (704–681 BC), Part 2, Winona Lake, Eisenbrauns, coll. « The Royal Inscription of the Neo-Assyrian Period » (no 3/1), 2014
- (en) S. Parpola, « The Murderer of Sennacherib », Mesopotamia 8, 1980, p. 171-182.
- (en) Isaac Kalimi et Seth Richardson, Sennacherib at the Gates of Jerusalem : Story, History and Historiography, Leiden, Éditions Brill, 2014, 560 p. (ISBN 978-90-04-26561-5)
- Josette Elayi, Sennacherib, King of Assyria, Atlanta, SBL Press, 2018.